# Římskokatolická farnost Urbanov
Římskokatolická farnost Urbanov je územní společenství římských katolíků v rámci telčského děkanství brněnské diecéze s farním kostelem svatého Jana Křtitele.

## Historie farnosti
Kostel byl založen v první polovině třináctého století. Roku 1419 byl kostel přestavěn do gotické podoby, v letech 1618 – 1648 pak do renesanční podoby. Roku 1780 proběhla poslední přestavba kostela v barokně-rokokovém slohu. V té době byla také postavena nová farní budova, dle historických pramenů na místě tvrze. Stará farní budova byla postavena na místě původní fary po požáru v roce 1721. 

## Duchovní správci
Administrátorem excurrendo byl od března 2013 R. D. Mgr. Josef Maincl z Telče, kterého 1. srpna 2025 nahradil R. D. Mgr. Jiří Dobeš.

## Bohoslužby
| Kostel                | Místo   | Bohoslužba (den) | Hodina      | Poznámka     |
| --------------------- | ------- | ---------------- | ----------- | ------------ |
| svatého Jana Křtitele | Urbanov | neděle úterý     | 10.30 18.00 | farní kostel |

## Aktivity ve farnosti
Dnem vzájemných modliteb farností za bohoslovce a bohoslovců za farnosti brněnské diecéze je 16. únor. Adorační den připadá na 1. května.